# Robotprófécia
A Robotprófécia (eredeti angol címén: Robot Visions) Isaac Asimov novellája, amely az azonos című antológiában jelent meg először 1990-ben. Magyarul a Galaktika 176. számában olvasható Kollárik Péter fordításában.

## Történet
|  | Alább a cselekmény részletei következnek! |

A cselekmény 2030-ban játszódik, amikor tudósok egy csoportja, az „Időkutatók” titokban az időutazás kifejlesztésén dolgozik. Arra a következtetésre jutnak, hogy időutazás csak a jövőbe lehetséges. A kísérletek rövid időtartamokra - öt percre, öt napra - sikeresen zajlanak, ezért megpróbálkoznak egy mindent eldöntő kísérlettel: kétszáz évre előre kell küldeni valakit, majd visszahozni, hogy beszámolhasson a látottakról. A kísérlet azonban különösen veszélyes, ezért úgy döntenek, hogy csak egy robotot küldenek előre az időben. A robot sikeresen teljesíti is a feladatot: öt évet tölt a jövőben, majd visszatérve egy konfliktusok nélküli, fejlett világról számol be. Az egyetlen furcsa körülmény, hogy az emberiség lélekszáma a következő kétszáz évben drasztikusan lecsökken valami ismeretlen okból.
|  | Itt a vége a cselekmény részletezésének! |

## Megjelenések

### Angol nyelven
1. Robot Visions, Robot Visions (antológia), 1990[1]

### Magyar nyelven
1. Robotprófécia, Galaktika 2004. november, ford.: Kollárik Péter[2]